# Veljko Birmančević
Veljko Birmančević (serb. Вељко Бирманчевић; ur. 5 marca 1998 w Šabacu) – serbski piłkarz grający na pozycji pomocnika w czeskim klubie Sparta Praga oraz reprezentacji Serbii. Uczestnik Mistrzostw Europy 2024.